# Everdale
Everdale è stato un gioco per cellulari free-to-play di costruzione di villaggi della Supercell pubblicato in versione beta dal 23 agosto 2021 al 31 ottobre 2022. Era disponibile in: Canada, Svizzera, Regno Unito, Paesi nordici, Australia, Nuova Zelanda, Singapore, Hong Kong, Filippine e Malesia.

## Modalità di gioco
Everdale era un gioco multiplayer cooperativo di costruzione di villaggi e agricoltura . Ogni giocatore aveva il proprio Villaggio che si trovava in una Valle, dove poteva costruire e potenziare gli edifici. Ogni valle aveva fino a dieci abitanti, analogamente al villaggio, gli edifici potevano essere costruiti o migliorati. Ogni giocatore aveva un Abitante del villaggio a cui poteva assegnare o la raccolta di risorse oppure aumentare il livello delle abilità degli altri abitanti. La raccolta, lo scambio e la produzione di risorse erano il ciclo principale del gioco.
Ogni abitante aveva una casa; il giocatore iniziava con due abitanti per poi cercare di sbloccarne degli altri. Dopo che una casa era stata costruita il giocatore poteva scegliere quale abitante farci vivere. Ogni abitante del villaggio poteva lavorare solo su un'attività alla volta, quindi sbloccare più abitanti consentiva sempre una produzione di risorse più rapida. La velocità di lavoro poteva essere aumentata temporaneamente grazie a pozioni, nettari oppure aumentata in modo permanente con le gilde.

### Risorse
È possibile ricercare diverse risorse attraverso l'albero delle ricerche. Le risorse sono state divise in due tipologie: risorse primarie e risorse secondarie. Le risorse primarie erano necessarie per la costruzione del villaggio o per la produzione di altre risorse primarie. E includevano: zuppa, legno, argilla, pietra, assi e mattoni.

## Sviluppo
Everdale è stato inizialmente pubblicato alla fine del 2020 con il nome "Valleys & Villages" poi chiamato "Osmium Interactive" dagli sviluppatori nel test alfa . Successivamente è stato distribuito come beta in alcuni Paesi il 23 agosto 2021 . Il 3 ottobre 2022 è stato annunciato che il gioco sarebbe stato chiuso alla fine del mese. Il 26 gennaio 2023, Supercell ha annunciato su Twitter che trasferirà la proprietà del gioco a Metacore, che in futuro si occuperà della produzione e della pubblicazione. Il 18 settembre 2024, Metacore ha annunciato la fine dello sviluppo e il ritorno della proprietà di gioco a Supercell.

## Accoglienza
Sumant Meena di Pocket Gamer ha descritto Everdale come "semplice, ma emozionante" .